# 105e régiment d'infanterie (France)
Pour les articles homonymes, voir 105e régiment.
Le 105e régiment d'infanterie (105e RI) est un régiment d'infanterie de l'Armée de terre française créé sous la Révolution à partir du régiment du Roi, un régiment français d'Ancien Régime.

## Création et différentes dénominations
- 1791 : Création du 105e régiment d'infanterie.'
- 1794 : 105e demi-brigade première formation
- 1796 : Reformé en tant que 105e demi-brigade de deuxième formation
- 1803 : Renommé 105e régiment d'infanterie de ligne
- 16 juillet 1815 : comme l'ensemble de l'armée napoléonienne, il est licencié à la Seconde Restauration
- Lors de la réorganisation des corps d'infanterie français en 1820, le 105e régiment d'infanterie de ligne n'est pas recréé, son numéro reste vacant jusqu'en 1870.
- 1870 : création du 105e régiment d'infanterie de ligne
- 1871 : Dissous
- 1872 : Création du 105e régiment d'infanterie.
- 1887 : renommé 105e régiment d'infanterie
- 1914 : À la mobilisation, donne naissance au 305e régiment d'infanterie
- 1924 : dissolution
- 1939 : nouvelle formation du 105e régiment d'infanterie à la mobilisation
- 1940 : dissous

## Colonels et chefs de brigade
- 1791 : colonel François Nicolas Junot d'Attilly
- 1792 : colonel Jean François Antoine de Stack
- 1792 : colonel Louis Pierre Le Royer de Chantepie
- 1792 : colonel Louis Gabriel Pierre Anne Paul Augustin Armand Levasseur
- 1795 : chef de brigade Krammer
- 1795 : chef de brigade Jean Lannes
- 1796 : colonel Cardon
- 1802 : colonel Pierre Joseph Habert (**) ;
- 1808 : colonel Marie Pierre Isidore de Blanmont
- 1811 : colonel Antoine Adalbert Baille
- 1813 : colonel François Maulmond (*)
- 1815 : colonel Muller
- 1815 : Colonel Genty[Note 1]
- 1870 : colonel Hanrion
- 1871 : colonel Galland
- 1871 : colonel Thiéry
- 1875 : colonel Parlier
- 1883 : colonel Caillard
- 1887 : colonel Mounier
- 1889 : colonel Pitois
- 1894 : colonel Radiguet
- 1899 -1904 : Colonel Jules Bunoust
- août 1914 : colonel Camors
- 8 mars 1918 : lieutenant-colonel Leclerc (blessé)
- 29 juillet 1918 : chef d'escadrons de Lastic (par intérim)
- 23 août 1918 - : colonel Souchet

## Historique des garnisons, combats et batailles du105eRI

### Ancien Régime
Le 105e RI est issu du régiment du Roi
- 1740-1748 : Guerre de Succession d'Autriche
  - 1745 :
    - 11 mai Bataille de Fontenoy

### Guerres de la Révolution et de l'Empire

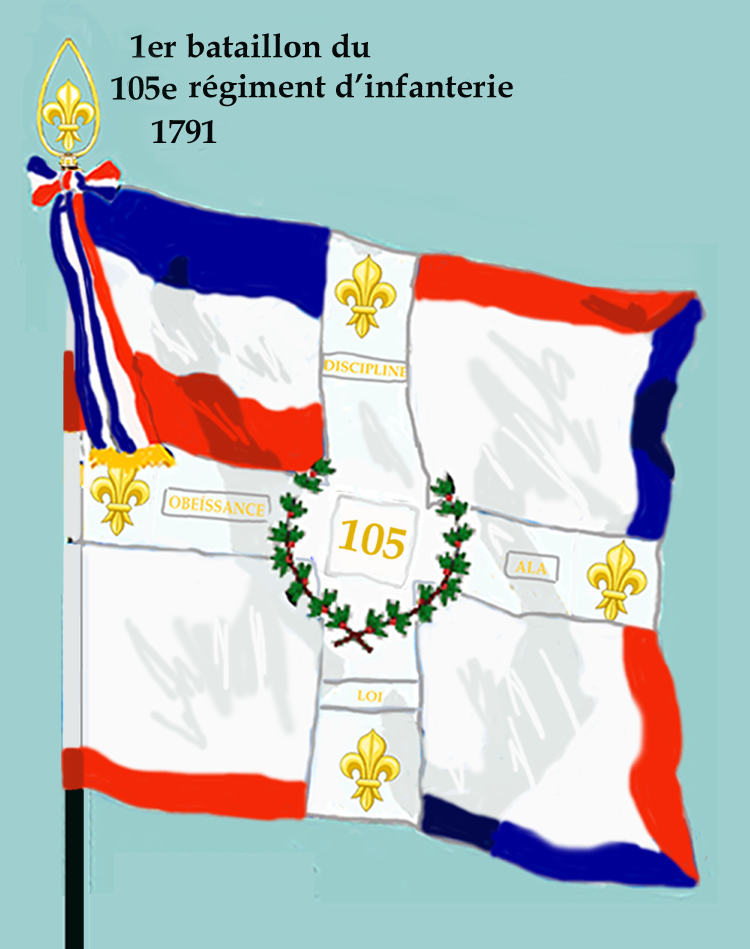
Drapeau du 1er bataillon du 105e régiment d'infanterie de ligne de 1791 à 1793
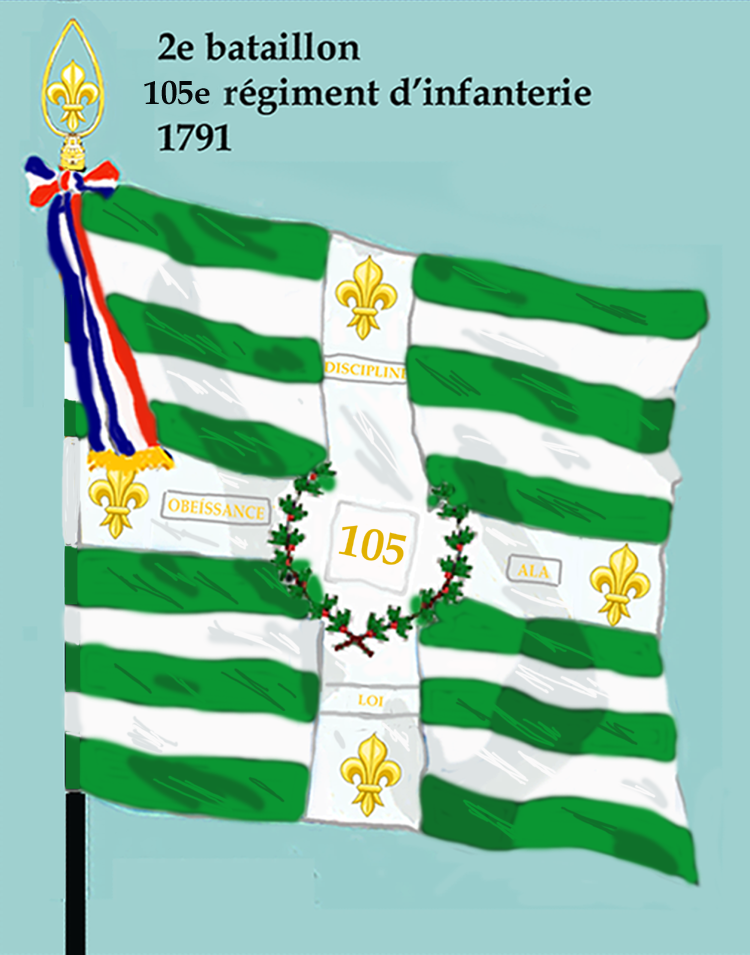
Drapeau du 2e bataillon du 105e régiment d'infanterie de ligne de 1791 à 1793

- 1791 :
  - 28 janvier
    - Le régiment du Roi est licencié.

  - Février
    - Les débris du régiment, restés à Clermont-en-Argonne, sont dirigés sur Vitry-le-François et formé en un régiment à 2 bataillons qui prend le no 102.

  - Août :
    - En raison de la création de 3 régiments d'infanterie de ligne créées avec les compagnies soldées de la garde nationale de Paris, provenant des Gardes Françaises le régiment est reculé de 3 rangs et prend le no 105.

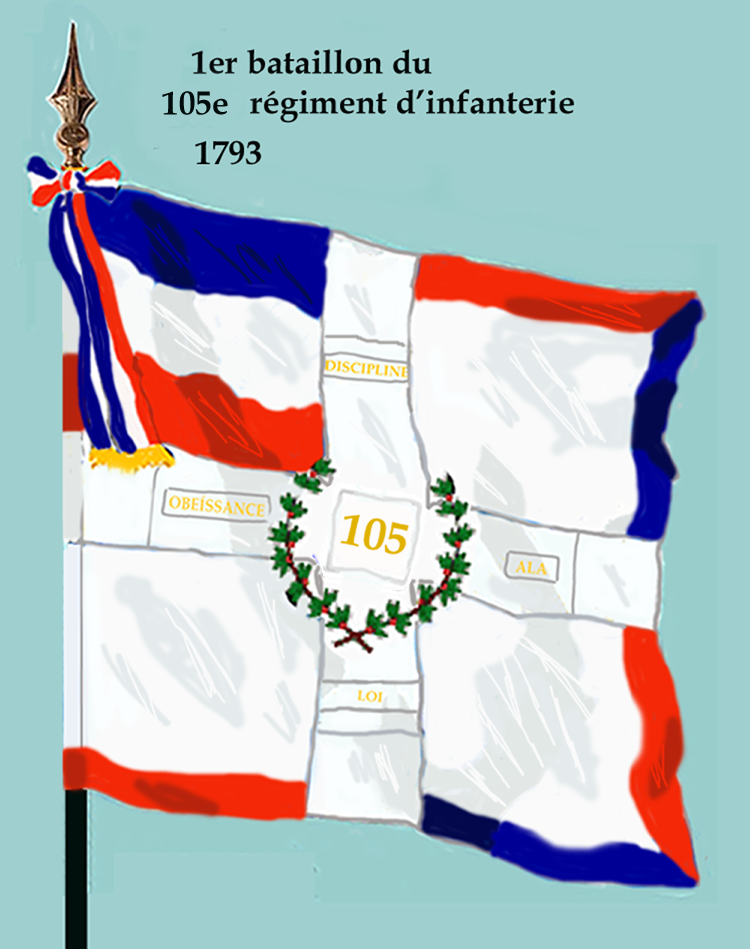
Drapeau du 1er bataillon du 105e régiment d'infanterie de ligne de 1793 à 1804
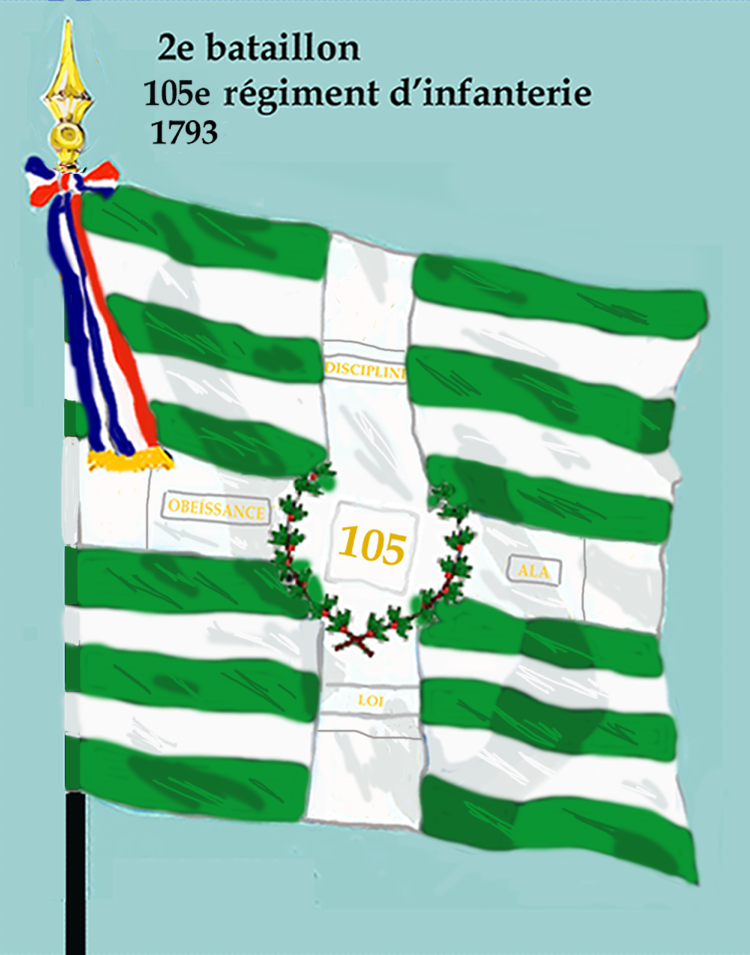
Drapeau du 2e bataillon du 105e régiment d'infanterie de ligne de 1793 à 1804

- 1794 :
  - Lors du premier amalgame création de la 105e demi-brigade de première formation, formée des :
- 1er bataillon du 53e régiment d'infanterie (ci-devant Alsace)
- 1er bataillon de volontaires du Gers
- 2e bataillon de volontaires du Gers
- 1795 :
  - Bataille de Loano
- 1796 :
  - 5 mars : Reformé en tant que 105e demi-brigade de deuxième formation avec les :
    - 9e demi-brigade de première formation (1er bataillon du 5e régiment d'infanterie (ci-devant Navarre), 2e bataillon de volontaires du Finistère et 3e bataillon de volontaires du Nord)
    - 1er bataillon de la 149e demi-brigade de première formation (1er bataillon du 81e régiment d'infanterie (ci-devant Conti), 6e bataillon de volontaires de la Haute-Saône et 5e bataillon de volontaires de l'Orne)

  - Bataille du pont de Lodi
- 1803 :
  - Formation du 105e régiment d'infanterie de ligne avec les :
    - 2e bataillon de la 31e demi-brigade de deuxième formation
    - 1er et 2e bataillons de la 105e demi-brigade de deuxième formation

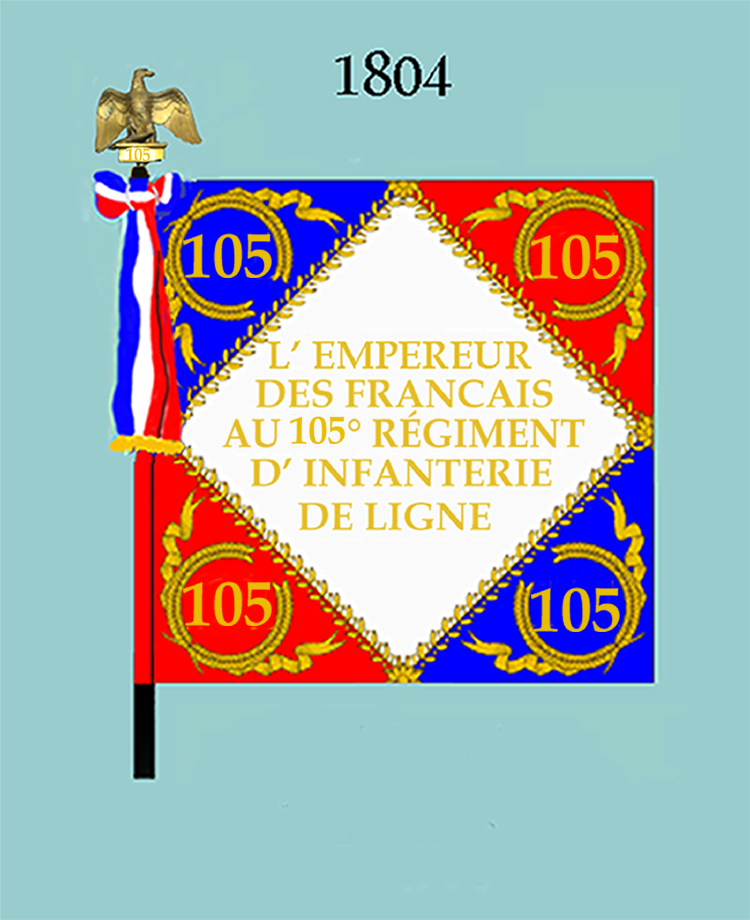
Drapeau modèle de 1804 (avers)
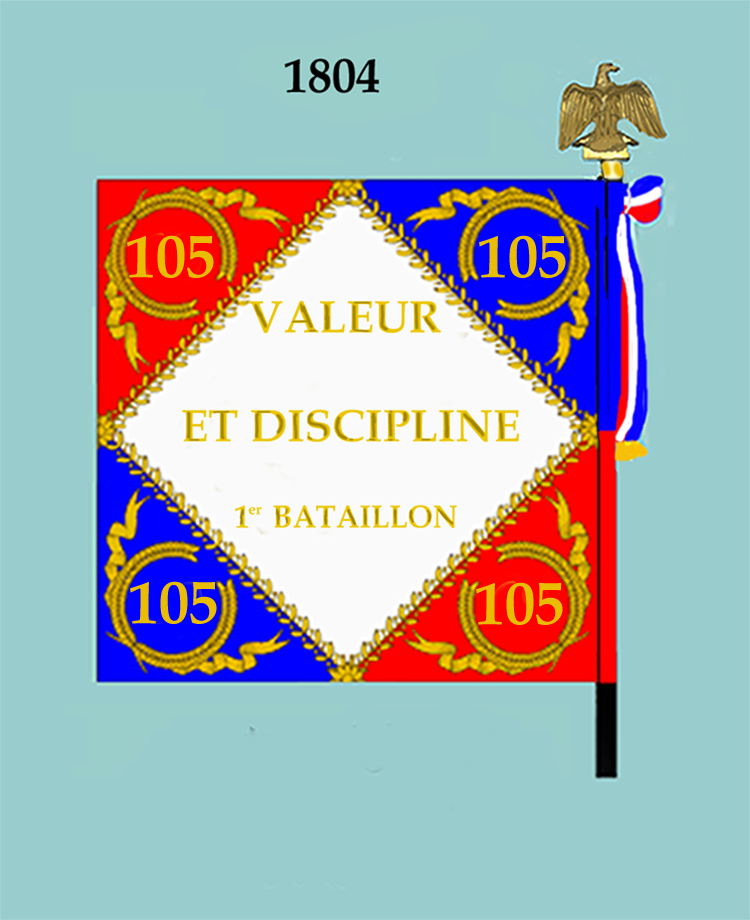
Drapeau modèle de 1804 (revers)

- 1806 : Campagne de Prusse et de Pologne
  - 14 octobre : Bataille d'Iéna
- 1807 :
  - 8 février : Bataille d'Eylau
- 1809 :
  - Bataille de Wagram

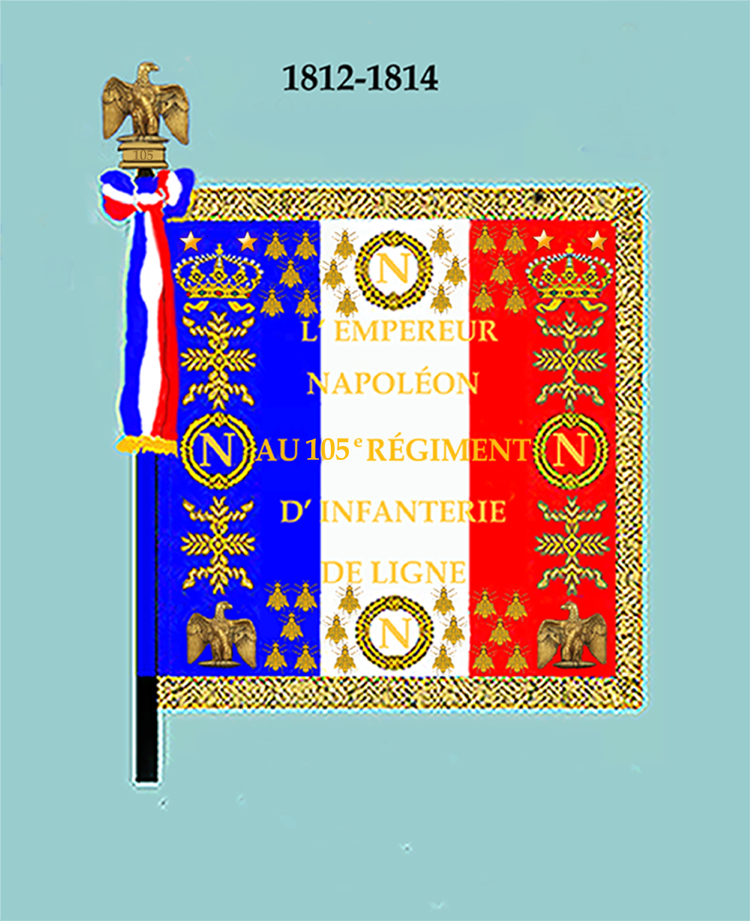
Drapeau modèle de 1812 (avers)
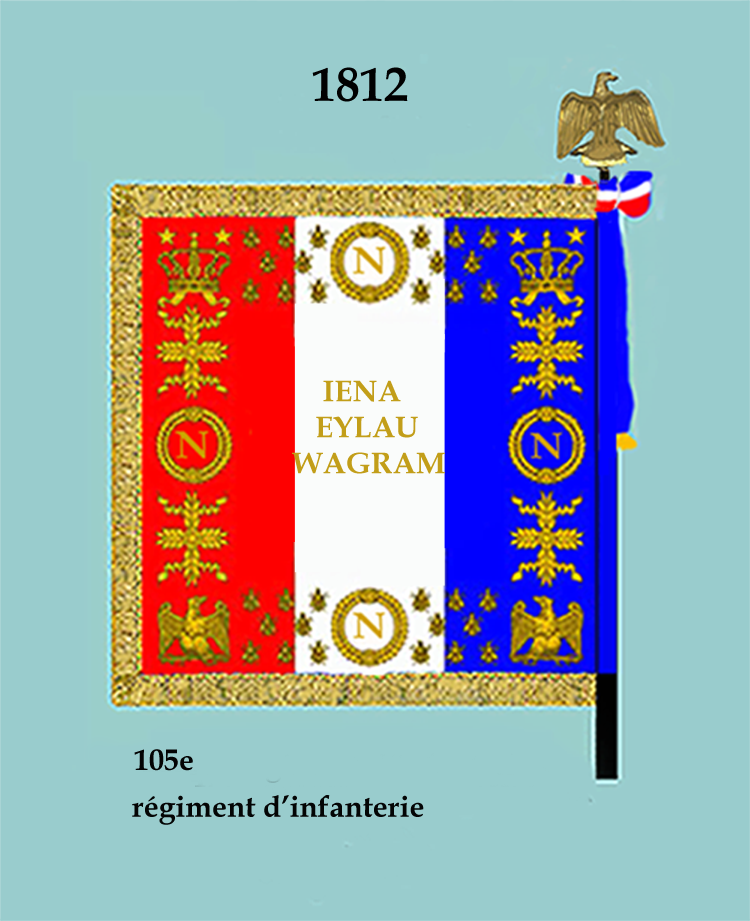
Drapeau modèle de 1812 (revers)

- 1814 : Campagne de France
  - 14 février 1814 : Bataille de Vauchamps
- 1815 :
  - bataille de Waterloo : le capitaine Alexander Kennedy Clark, du 1er régiment de dragons britanniques (en), capture le drapeau régimentaire du 105e de ligne pendant la bataille. Le drapeau a aujourd'hui disparu, il ne reste que l'aigle qui est présenté au Household Cavalry museum.

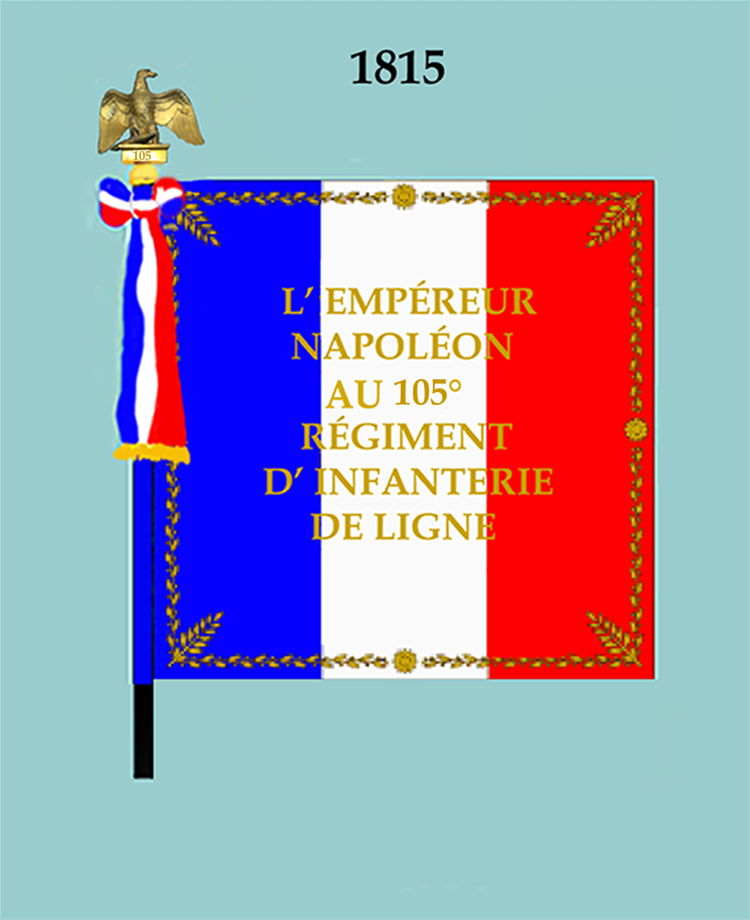
Drapeau modèle de 1815 (avers)
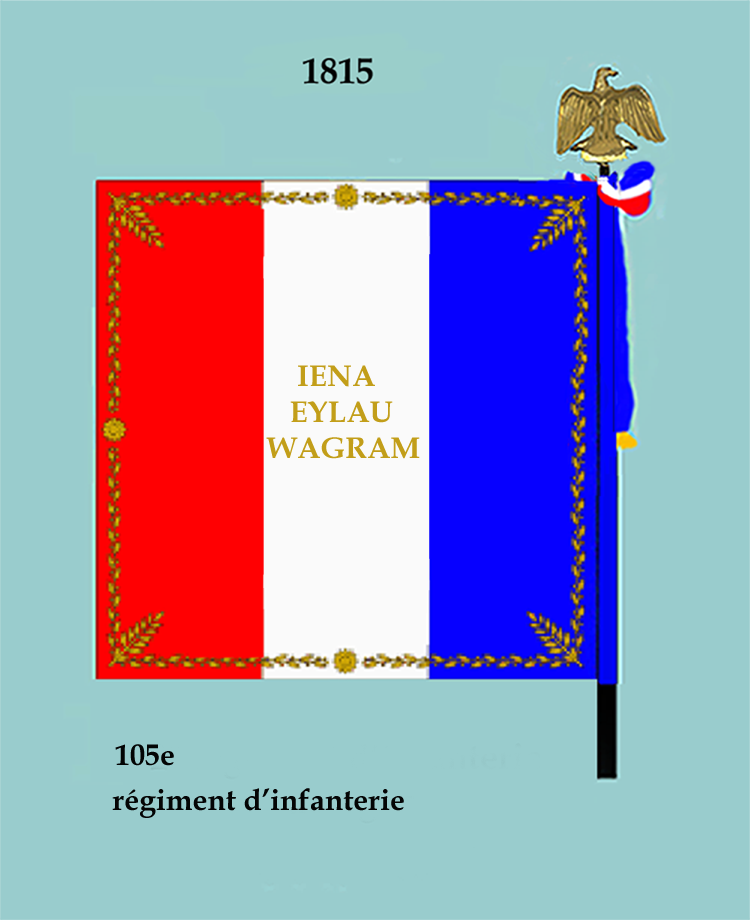
Drapeau modèle de 1815 (revers)
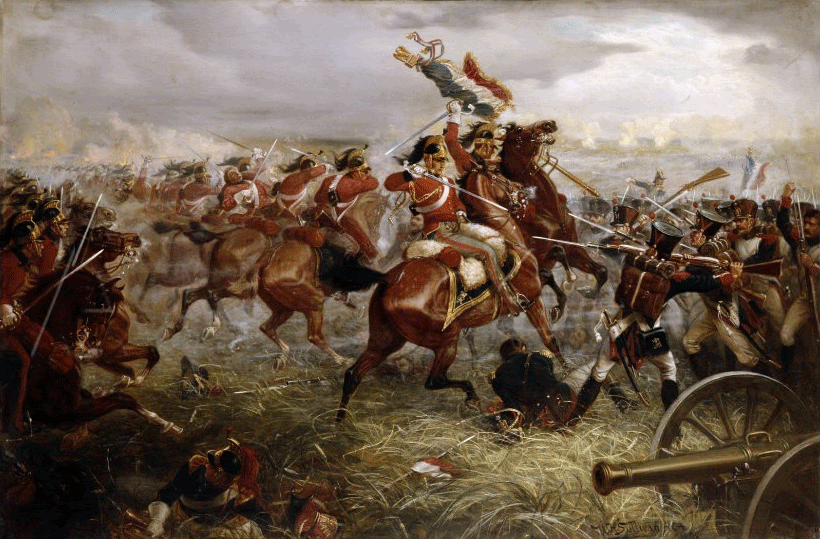
La capture du drapeau du 105e par les dragons britanniques à la bataille de Waterloo.

### Guerre franco-allemande
Le 5e régiment de marche est formé à Paris le 16 août 1870 à partir des 4e bataillons des 2e, 9e et 11e régiments d'infanterie de ligne. Il fait partie de la 1re division du 13e corps d'armée. Le 28 octobre 1870, le 5e de marche est renommé 105e de ligne. De septembre 1870 à janvier 1871, il participe au siège de Paris. Le 6 novembre, il est rattaché à la 2e division du 3e corps de la 2e armée de Paris. Il combat lors de la bataille de Champigny, rejoignant la 2e division du 2e corps de la 2e armée de Paris après cette bataille. Le 63 officiers et 2 405 hommes de troupe du régiment capitulent avec le reste de la garnison le 29 janvier 1871. Le régiment est dissous fin mars 1871, fusionnant avec le 5e régiment de ligne.

### 1871 à 1914
Le 9 avril 1871 , le 5e provisoire est créé à Cherbourg avec divers éléments des régiments rentrant de captivité,. Le 5e provisoire rejoint la 2e division du 6e corps de Lyon. Il prend le numéro 105 le 4 avril 1872.
En septembre 1873, à la formation de la 26e division d'infanterie du 13e corps d'armée, il est rattaché à la 51e brigade de cette division.
- 1875 : en garnison à Saint-Étienne
- 1890 : en garnison à Lyon

Lors de la réorganisation des corps d'infanterie de 1887, le régiment fourni un bataillon pour former le 157e régiment d'infanterie.

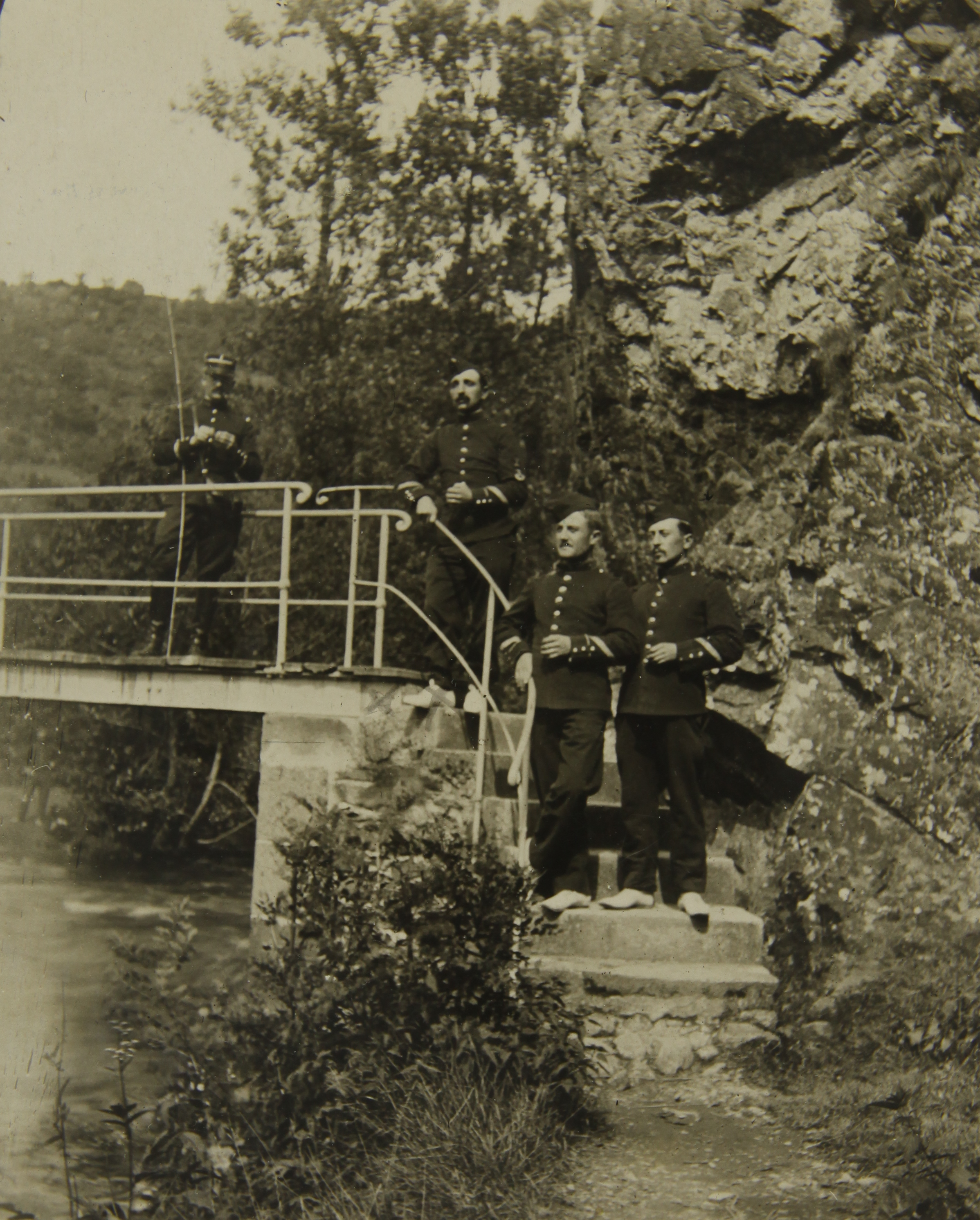
Soldats du 105e RI sur les bords du Sioulet à Pontaumur, août 1912.
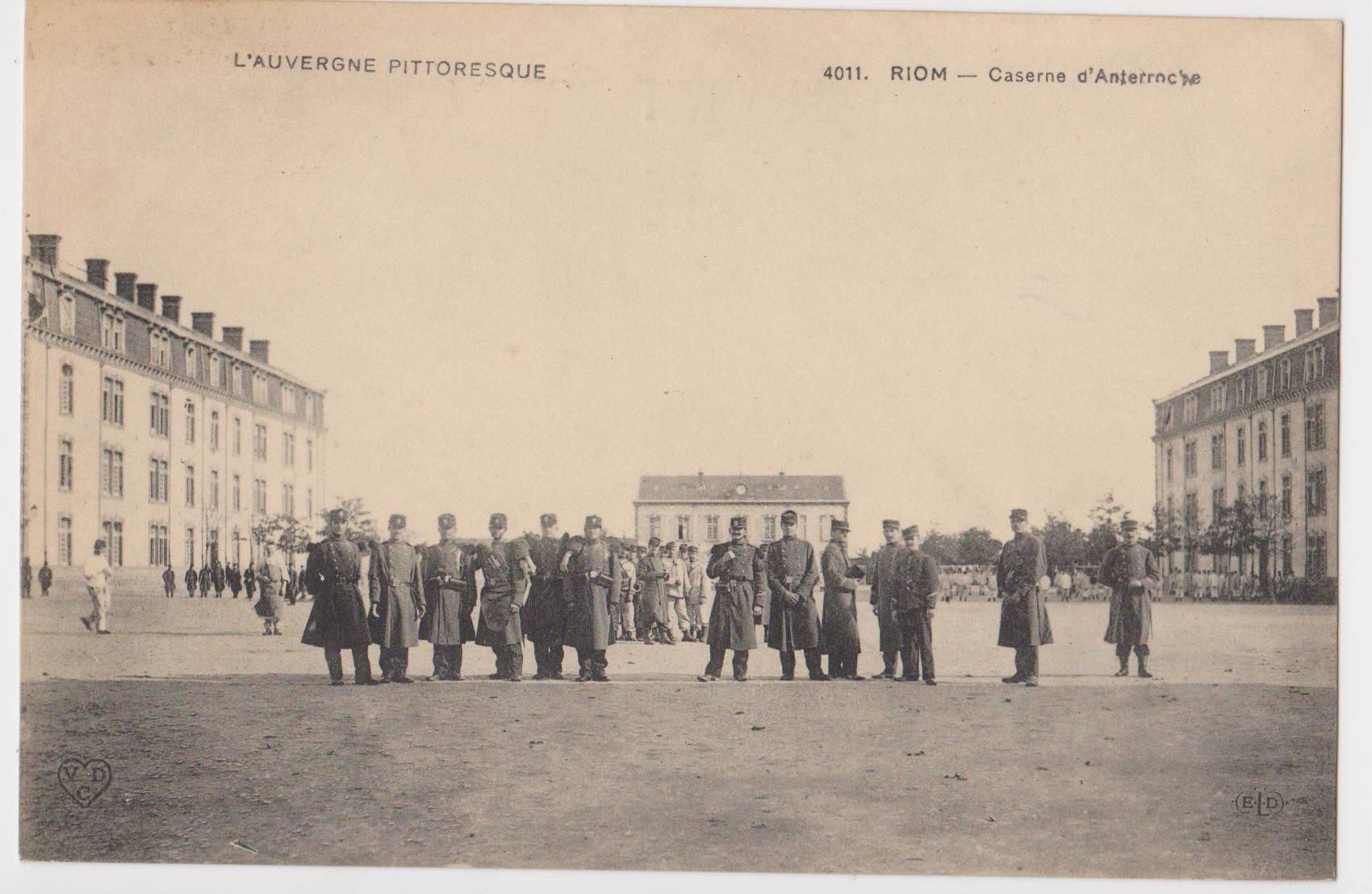
La caserne du 105e RI à Riom au début du XXe siècle.

### Première Guerre mondiale

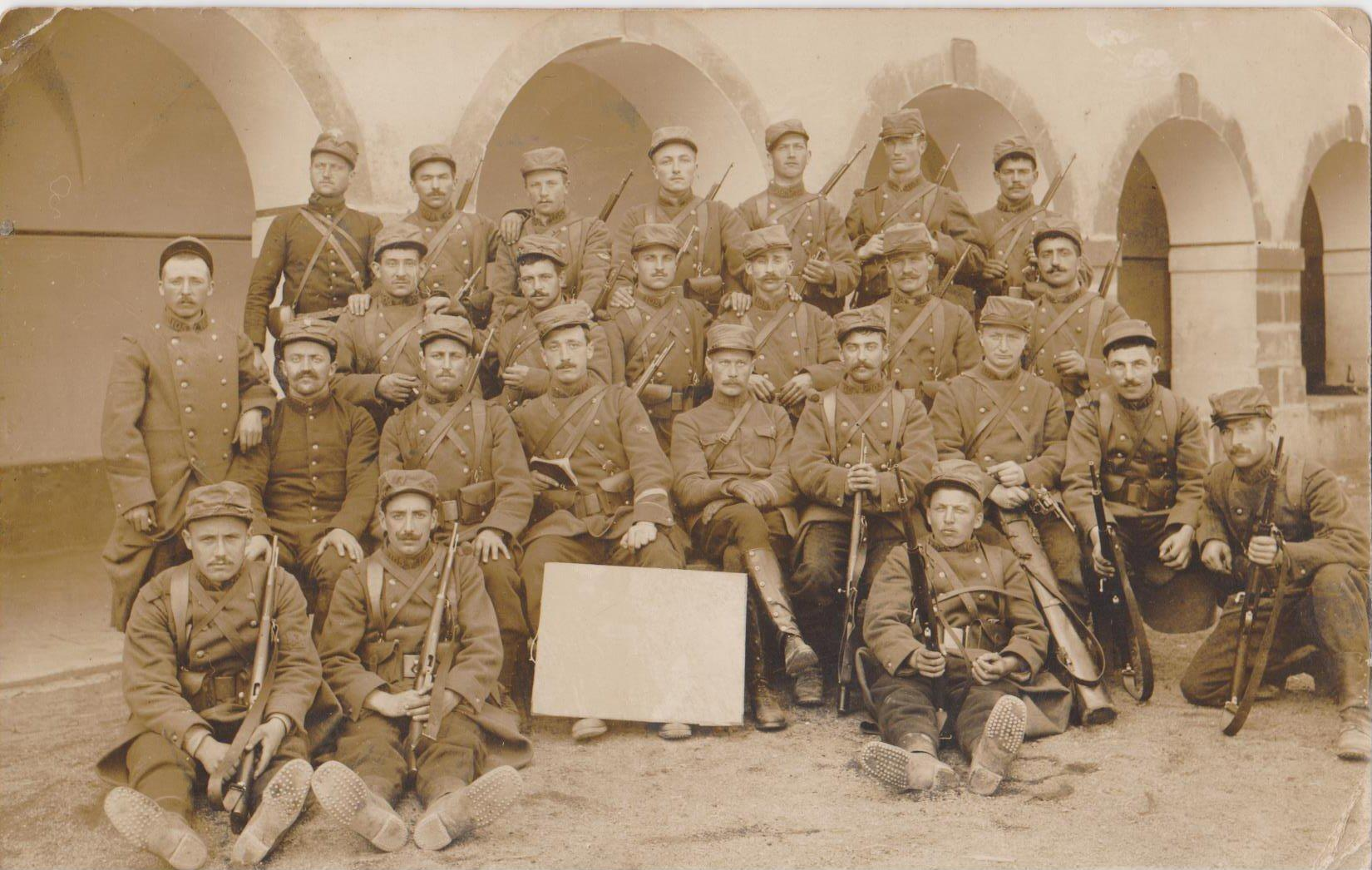
Groupe de spécialistes du en 1914 (armés de mousquetons Berthier).

Affectation : casernement Riom ; 51e brigade d'infanterie, 26e division d'infanterie ; 13e corps d'armée.
- 51e brigade de la 26e division d'infanterie d'août 1914 à décembre 1916.
- Infanterie divisionnaire de la 25e division d'infanterie jusqu'en novembre 1918.

#### 1915

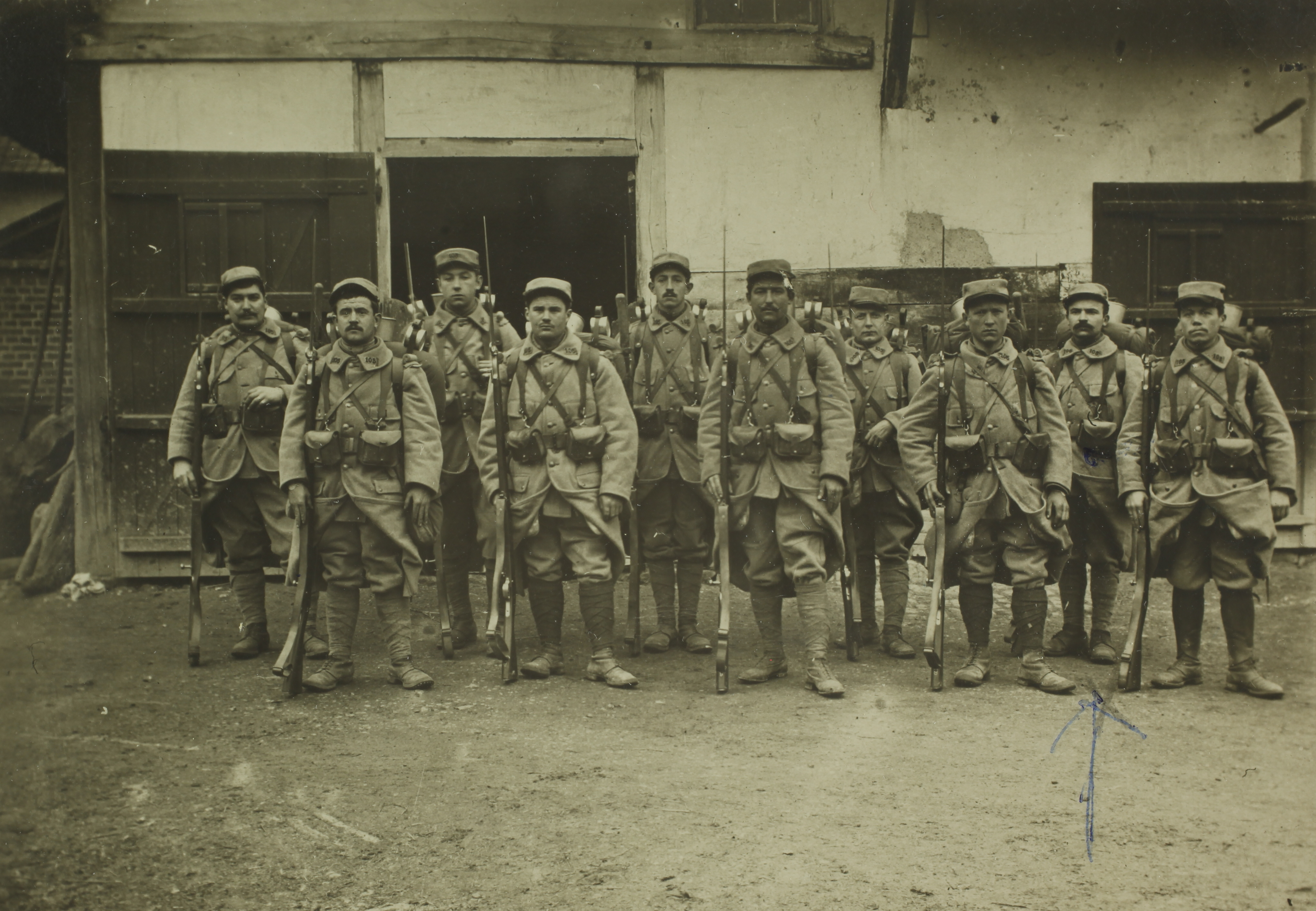
Escouade de soldats du avec le nouvel uniforme bleu horizon, début 1915.

#### 1916

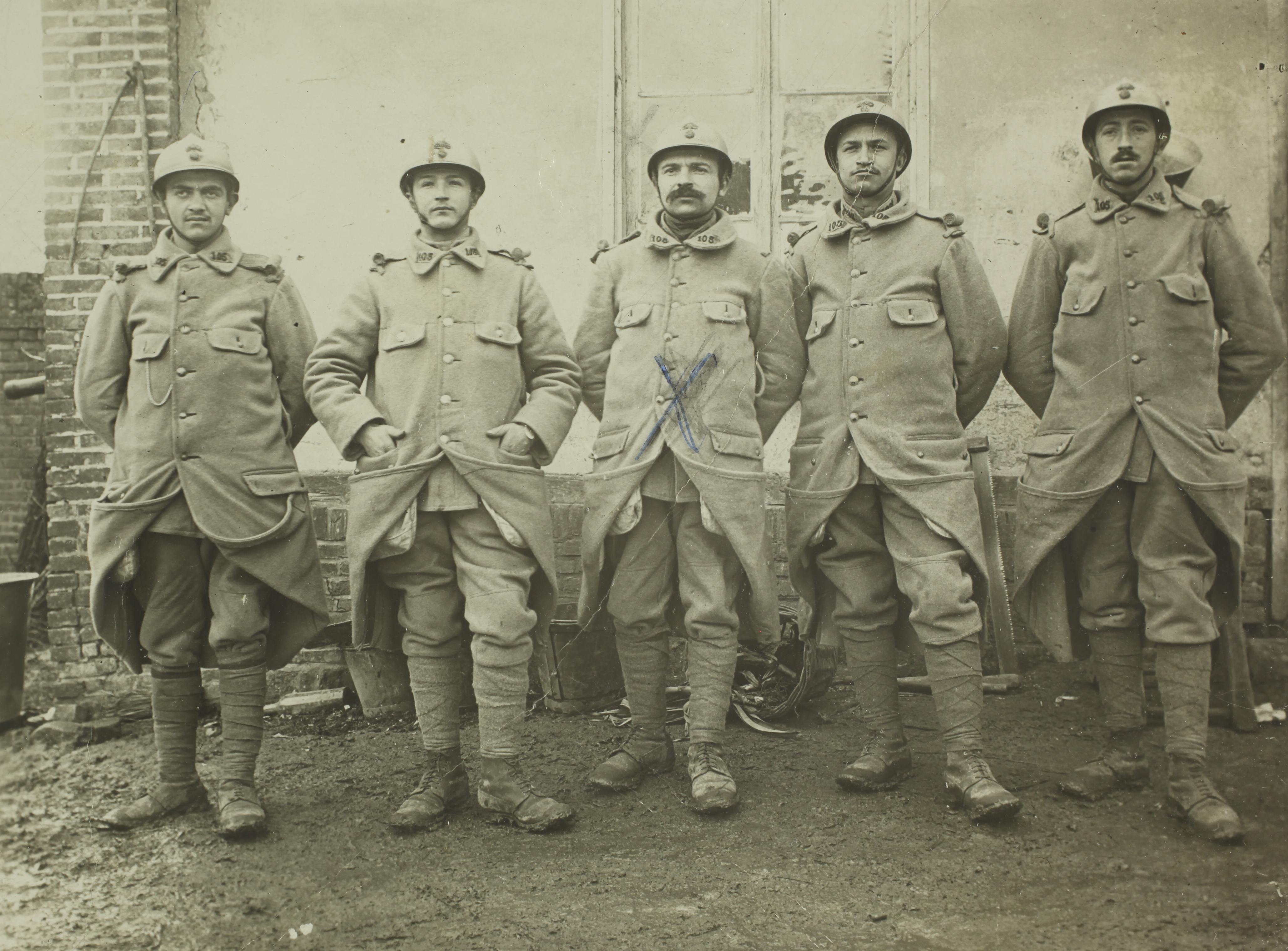
Soldats du équipés du casque Adrian, vers 1916.

Le 105e régiment d'infanterie combat à Quennevières. 

#### 1917
- Bataille de Verdun

### Entre-deux-guerres
Le régiment est dissous le 1er janvier 1924.

### Seconde Guerre mondiale
Formé le 9 septembre 1939 sous le nom de 105e régiment d'infanterie, Il est commandé par le lieutenant-colonel Picard, puis il appartient à la 26e division d'infanterie. Région Militaire, Centre Mobilisateur d'infanterie; réserve A RI type NE; il est mis sur pied par le CMI 132.

### Drapeau
Il porte, cousues en lettres d'or dans ses plis, les inscriptions suivantes :
- Iéna 1806
- Eylau 1807
- Heilsberg 1807
- Wagram 1809
- La Somme 1916
- Verdun 1917
- Tardenois 1918
- L'Aisne 1918

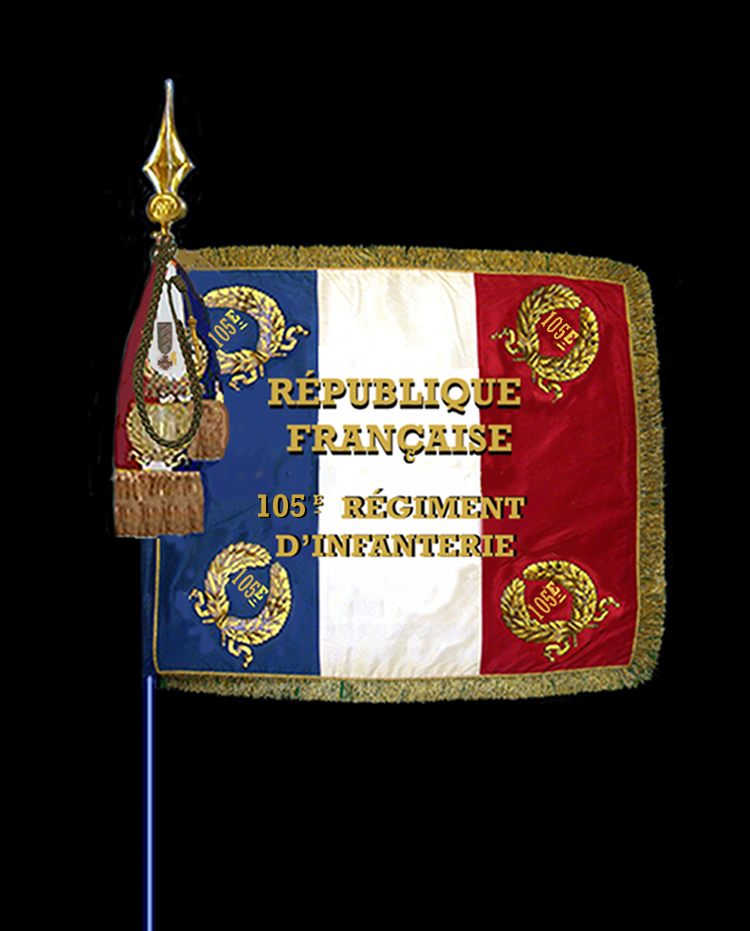
Drapeau modèle de 1940 (avers)
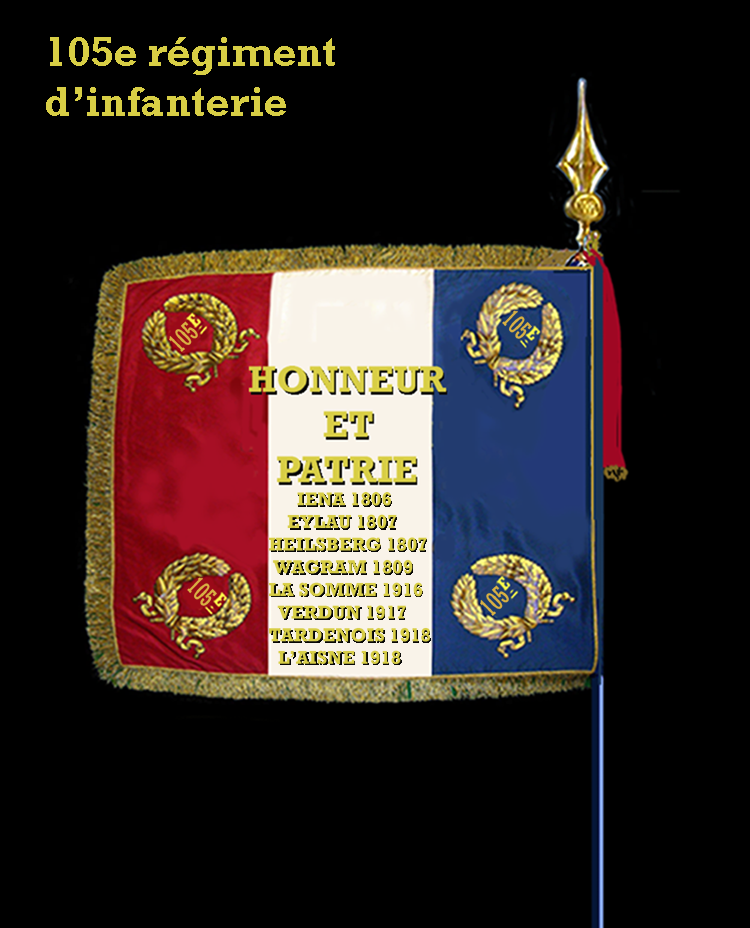
Drapeau modèle de 1940 (revers)

### Décorations

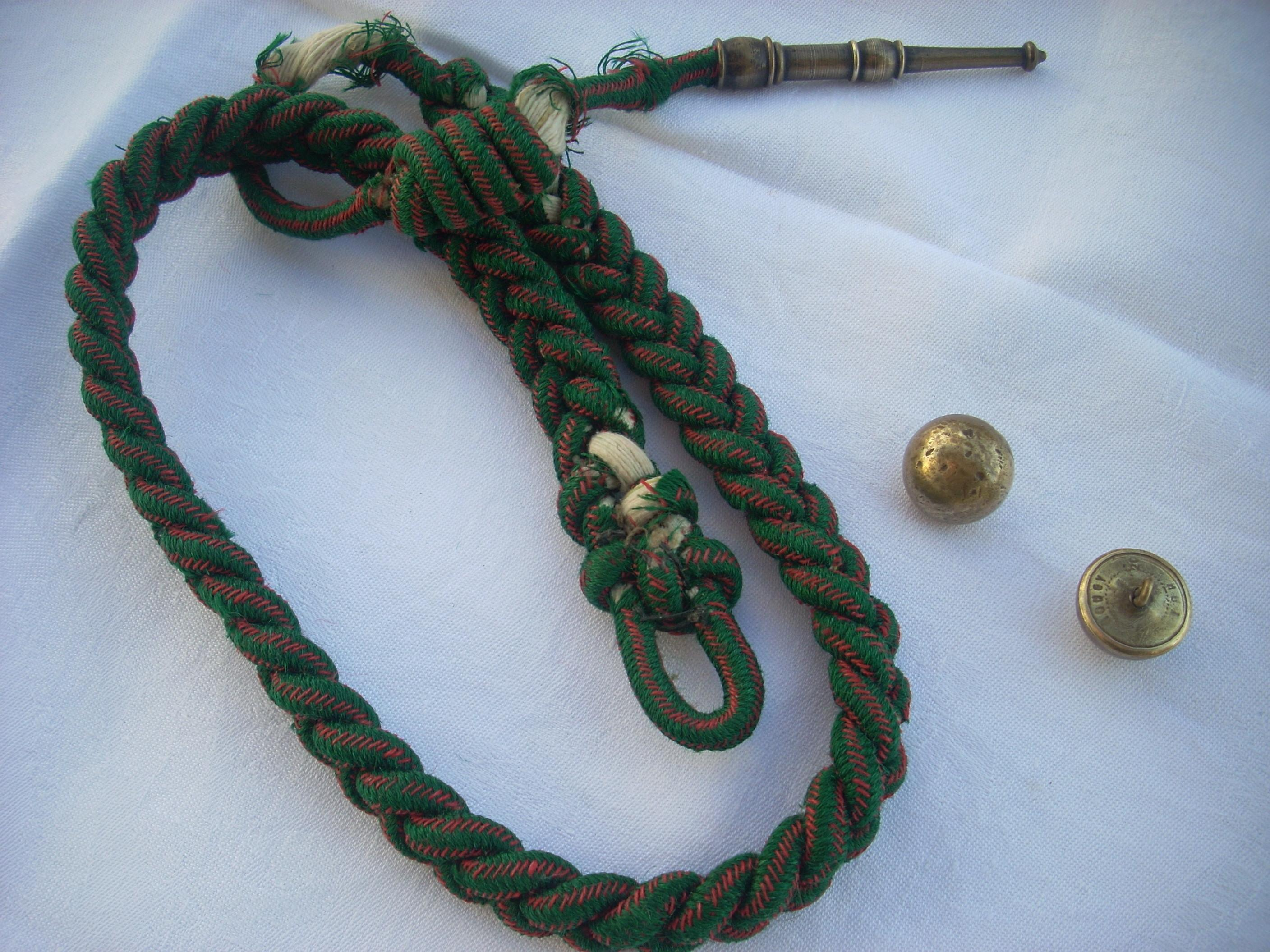
Fourragère reçue par un soldat du pendant la Grande Guerre, et deux boutons d'uniforme.

La cravate du drapeau du 105e RI est décorée de la croix de guerre 1914-1918 avec trois palmes (trois citations à l'ordre de l'armée).
Le régiment a le droit au port de la fourragère aux couleurs du ruban de la croix de guerre 1914-1918.

### Insigne
- Écu doré fond bleu casque gaulois ailé blanc et or, sigle en pointe sur fond rouge et noir, devise À MOI AUVERGNE.

## Personnalités ayant servi au105eRI
- Charles Philibert Gabriel Le Clerc de Juigné (1762-1819), entré au service, comme sous-lieutenant, au régiment du Roi-infanterie (futur 105e de ligne), le 10 avril 1777.
- Charles Marie Le Clerc de Juigné (1764-1826), officier au régiment du Roi-infanterie (futur 105e de ligne), en 1778.
- Henri Amédée Mercure, comte de Turenne, marquis d'Aynac (1776-1852), sous-lieutenant au régiment du Roi (1790).
- Pierre Coste (29 novembre 1767 - Quissac (Gard) ✝ 25 avril 1834 - Nîmes), major dans le 105e de ligne le 3 frimaire an XII.
- Louis-Victor Baillot (1793 - 1898)
- Raymond Tabournel (1872-1918), professeur d'histoire et directeur de l'École Sainte-Geneviève à Versailles. Son nom est inscrit au Panthéon parmi les 560 écrivains morts au champ d'honneur pendant la Première Guerre mondiale.

## Sources et bibliographie
- Historiques des corps de troupe de l'armée française (1569-1900)
- Victor Belhomme, Histoire de l'infanterie en France, t. 5, Henri Charles-Lavauzelle, 1902 (lire en ligne).
- Historiques de Régiments 14 18 le 105e R.I
- Historique du 105e régiment d'infanterie : guerre de 1914-1918, Riom, impr. du "Courrier du Puy-de-Dôme", 1920, 47 p., lire en ligne sur Gallica.
- Serge Andolenko, Recueil d'Historiques de l'Infanterie Française, Eurimprim, 1969.